# BMW Open 2004
BMW Open 2004 — тенісний турнір, що проходив на ґрунтових кортах у місті Мюнхен, Німеччина з 26 квітня. Належав до категорії International Series.

## Фінальна частина

### Одиночний розряд
Микола Давиденко —  Мартін Веркерк 6–4, 7–5

### Парний розряд
Джеймс Блейк /  Марк Мерклейн —  Юліан Ноул /  Ненад Зімоньїч 6–2, 6–4